# Bao Shanju
Bao Shanju (3 de noviembre de 1997) es una deportista china que compite en ciclismo en la modalidad de pista.
Participó en los Juegos Olímpicos de Tokio 2020, obteniendo una medalla de oro en la prueba de velocidad por equipos (junto con Zhong Tianshi). Ganó dos medallas en el Campeonato Mundial de Ciclismo en Pista, en los años 2022 y 2023.

## Medallero internacional
| Juegos Olímpicos   | Juegos Olímpicos        | Juegos Olímpicos  | Juegos Olímpicos      |
| Año                | Lugar                   | Medalla           | Competición           |
| ------------------ | ----------------------- | ----------------- | --------------------- |
| 2020               | Tokio (Japón)           | Medalla de oro    | Velocidad por equipos |
| Campeonato Mundial |                         |                   |                       |
| Año                | Lugar                   | Medalla           | Competición           |
| 2022               | Saint-Quentin (Francia) | Medalla de plata  | Velocidad por equipos |
| 2023               | Glasgow (Reino Unido)   | Medalla de bronce | Velocidad por equipos |